# Kanton Saint-Joseph (Martinique)

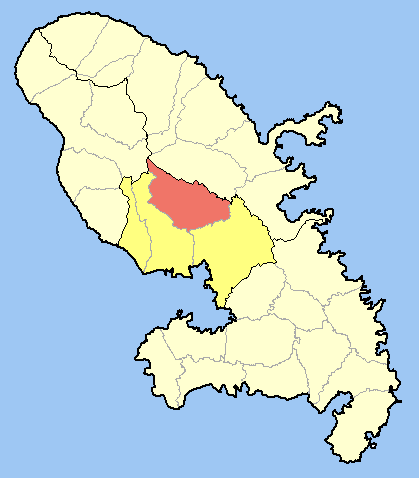
Lage des Kantons Saint-Joseph im Arrondissement Fort-de-France und im Übersee-Département Martinique

Der Kanton Saint-Joseph war ein Kanton im französischen Übersee-Département Martinique im Arrondissement Fort-de-France. Er umfasste die Gemeinde Saint-Joseph.
Vertreter im Generalrat des Départements war seit 2008 Athanase Jeanne-Rose.